# Scipione Tecchi
Scipione Tecchi (ur. 27 czerwca 1854 w Rzymie, zm. 7 lutego 1915 tamże) – włoski duchowny katolicki, proprefekt Świętej Kongregacji Obrzędów, kardynał.

## Życiorys
Uzyskał doktoraty z prawa kanonicznego i teologii na Pontyfikalnym Uniwersytecie Rzymskim. Święcenia kapłańskie przyjął 23 grudnia 1876. W latach 1877–1908 pracował duszpastersko w Rzymie. W wykonywaniu posług kapłańskich szkolił go Sługa Boży Vincenzo Anivitti w kościele S. Maria della Pace. Sprawował funkcję prosynodalnego egzaminatora diecezji Porto e Santa Rufina, a od 1893 nosił tytuł szambelana supernumerariusza. W 1899 został koadiutorem beneficjentem w bazylice watykańskiej, a także kanonikiem bazyliki laterańskiej. Od 1901 prałat domowy Jego Świątobliwości. W tym samym roku podniesiony do tytułu pronotariusza apostolskiego. Od 1906 działał w Kurii Rzymskiej jako konsultant w Kongregacji Obrzędów, a następnie asesor w Świętej Kongregacji Konsystorialnej, będąc jednocześnie sekretarzem Świętego Kolegium Kardynałów.
Na konsystorzu z maja 1914 kreowany kardynałem diakonem. Niedługo potem brał udział w konklawe 1914. 8 listopada tego samego roku nowy papież Benedykt XV mianował go proprefektem Świętej Kongregacji Obrzędów. Zmarł niespełna dwa miesiące później. Nigdy nie przyjął święceń biskupich. Mszę pogrzebową celebrował Pietro La Fontaine, sekretarz kongregacji i przyszły kardynał. W pogrzebie wzięło udział kilku kardynałów: Pietro Gasparri, Basilio Pompilj, Gennaro Granito Pignatelli di Belmonte, Antonio Vico, Domenico Serafini, Louis Billot, Gaetano Bisleti, Filippo Giustini, Michele Lega i Francis Aidan Gasquet. Kardynał Vincenzo Vannutelli udzielił ostatniej absolucji. Ciało złożono na Campo Verano.